# 拉潘帕省
拉潘帕省（西班牙語：La Pampa）為南美國家阿根廷二十三省之一，位於阿根廷南部，該省首府為圣罗莎。